# L'Affaire du sinistre étranger
L'Affaire du sinistre étranger (The Adventure of the Sinister Stranger), parfois titrée Le Sinistre inconnu, est une nouvelle policière d'Agatha Christie mettant en scène les personnages de Tommy et Tuppence Beresford.
Initialement publiée le 22 octobre 1924 dans la revue The Sketch au Royaume-Uni, cette nouvelle a été reprise en recueil en 1929 dans Partners in Crime au Royaume-Uni et aux États-Unis. Elle a été publiée pour la première fois en France dans le recueil Le crime est notre affaire en 1972.
Dans le recueil Le crime est notre affaire, Agatha Christie imite le style des enquêteurs créés par les auteurs de policiers en vogue à cette époque. Dans cette nouvelle, elle parodie les frères Okewood, Francis et Desmond, créés par Valentin Williams. Il est également fait référence au vétéran Bulldog Drummond créé par Herman Cyril McNeile sous le pseudonyme « Sapper ».

## Publications
Avant la publication dans un recueil, la nouvelle avait fait l'objet de publications dans des revues :
- le 22 octobre 1924, au Royaume-Uni, dans le no 1656 (vol. 128) de la revue The Sketch[3],[4].

La nouvelle a ensuite fait partie de nombreux recueils :
- en 1929, au Royaume-Uni, dans Partners in Crime[3] (avec 14 autres nouvelles) ;
- en 1929, aux États-Unis, dans Partners in Crime[3] (avec 14 autres nouvelles) ;
- en 1972, en France, dans Le crime est notre affaire (adaptation des recueils de 1929).

## Adaptation
- 1953 : The Mysterious Stranger, pièce radiophonique de la série Partners in Crime, avec Richard Attenborough and Sheila Sim ;